# José Luis Larzabal

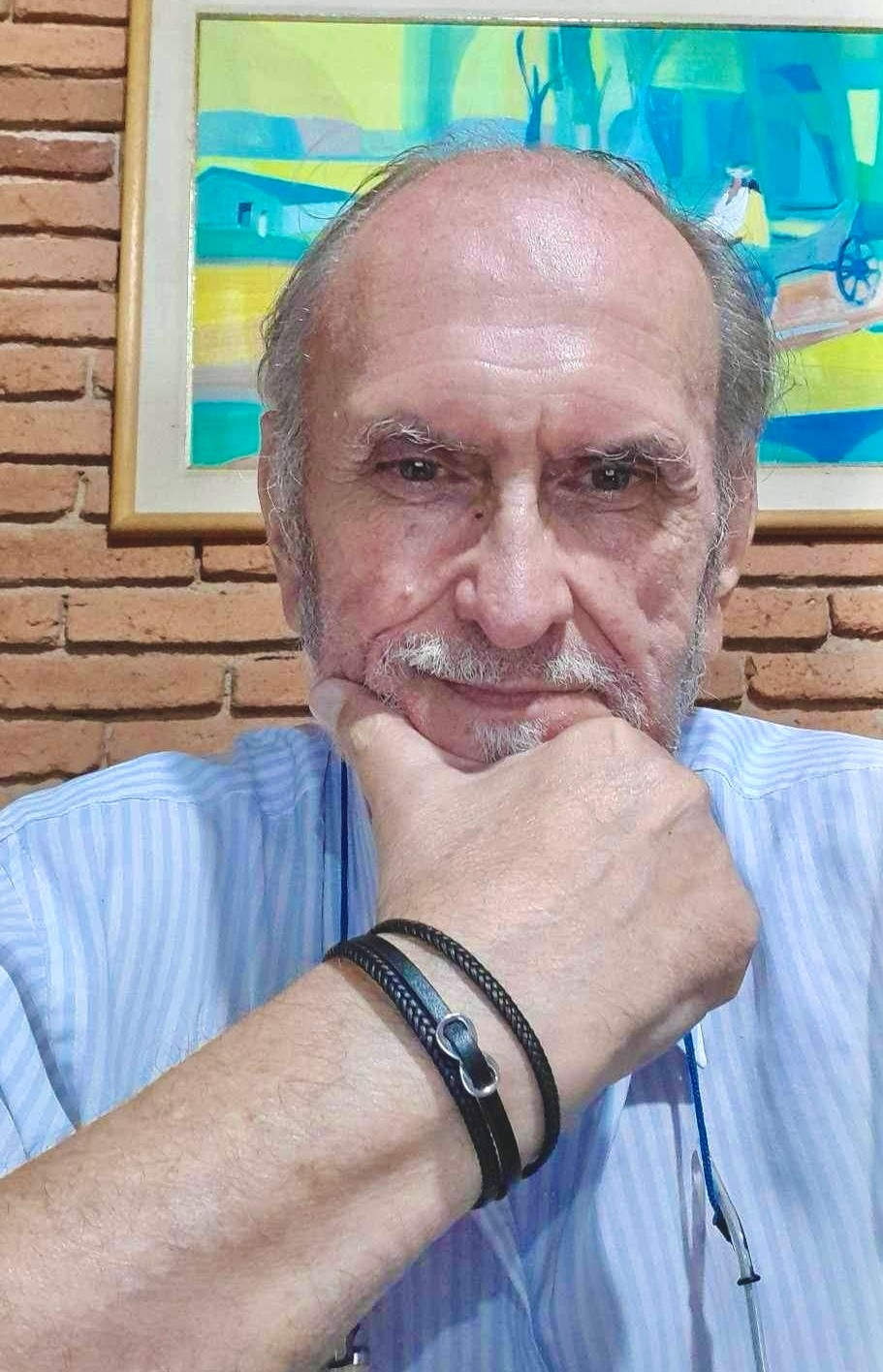
José Luis Larzabal

José Luis Larzabal (ur. 15 lutego 1944 w Posadas) – argentyński kompozytor, dyrygent i badacz folkloru.

## Życie i twórczość
Jego przodkowie pochodzą z Kraju Basków i Chorwacji. José Larzabal edukację muzyczną rozpoczął jako dziecko, ucząc się gry na fortepianie u profesor Zoraidy de Ripoll w Posadas w latach 1954–1960. Kiedy przeniósł się do Buenos Aires, równolegle ze studiami inżynierskimi kontynuował edukację muzyczną, studiując harmonię, kontrapunkt, fugę, kompozycję i orkiestrację u Zoraidy Ripoll, kolejne sześć lat kompozycję i orkiestrację u Cayetano Marcoli. W latach 1962–1964 studiował także technikę śpiewu u profesora Alfredo Bontá, emisję głosu i dyrygenturę chóralną muzyki kameralnej u profesora Orlando Tarrío Larmeu w latach 1965–1980, a w latach 1962–1968 dyrygenturę chóralną symfoniczną u Luisa de Mallea, dyrektora chóru „Lagun Onak”.
Muzyk doskonalił się wokalnie w wykonywaniu europejskiej angielskiej muzyki dawnej u Alfreda Dellera i Deller Consort, muzyki europejskiej w Studio „Der frühen Musik” w Niemczech oraz muzyki włoskiej u Lucii Maranca.
Jego działalność muzyczna obejmuje solowy śpiew barytonowy, prowadzenie zespołów wokalnych, dyrygenturę chóralną, nauczanie emisji głosu, harmonii, kontrapunktu, fugi i kompozycji.
Obok kompozycji własnych muzyk stworzył ponad sto wersji chóralnych utworów innych kompozytów, zwłaszcza muzyki ludowej w rytmie gualambao, stworzonym przez Ramona Ayalę i regionalnego folkloru.
Współpracował m.in. z Ramónem Ayalą i Martinem Palmerim. Jest ojcem śpiewaczki operowej Lupe Lazabal i teściem Arisa Argirisa.

## Kompozycje

### Kompozycje wokalne
- Trzy madrygały: „Jorge Manrique”, „Lope de Vega”, „Cervantes”, Buenos Aires, 1968[3];
- „Romance del prendimiento y muerte de Antoñito el Camborio”, Federico García Lorca, Buenos Aires. 1972 (utwór zamówiony z okazji 10. rocznicy założenia Muzeum Sztuki Hiszpańskiej „Enrique Larreta” w Buenos Aires)[3];
- „Soneto” (Amor constante más allá de la muerte), F. Quevedo, Buenos Aires, 1976[3];
- „Baladilla de los tres ríos”, F. G. Lorca, Buenos Aires, 1978[3];
- „Por ser misionero”, galopa, D. Larrea, 1985[3];
- „La flor y la piedra”, gualambao, R. Ayala, 1987[3];
- „En el monte”, gualambao, 1989, utwór zdobył pierwszą nagrodę Sekretarza Kultury prowincji Misiones w Argentynie[3].

### Kompozycje wokalno-instrumentalne
- „El Obrero de Dios”[3][7] – oratorium na trzech recytatorów, solistów, chór i orkiestrę, Posadas, 1992;
- „Voces de Aliento para Rigoberta Menchú” – kantata na recytatora, lud, sopran, baryton, chór i orkiestrę z tekstem Ismaela Fernándeza, Posadas, 1993[3];
- „Misa de Pascua”[3][7] – msza na 2 soprany, kontralt, chór i orkiestrę do słów Jana Pawła II, Posadas, 1998;
- „La Carta del Soldado” – kantata na chór i orkiestrę, Posadas, 2003[3];
- „Mi dicha lejana”, 2022[3];
- „Stabat Mater”[3][7][9], światowa premiera 11 marca 2023 w Wiedniu, pod batutą Martina Palmeriego.

### Kompozycje instrumentalne
- Sonata nr 1 C-dur: „Klasyczna” na smyczki, 2002[3];
- Sonata nr 2 g-moll: „Misyjna” na smyczki, 2003[3];
- Sonata nr 3 C-dur: „Ragtime” na flet, klarnet, wiolonczelę i fortepian, 2008[3];
- Sonata nr 4 B-dur: „Las estaciones de Jobim” na flet, klarnet, wiolonczelę i fortepian, 2008[3];
- Symfonia a-moll: „Eneasz”[3][6][2] na 2 flety, 2 klarnety, 2 waltornie, skrzypce 1 i 2, altówki, wiolonczele, kontrabas i perkusję, 2005;
- „Apeguá”[3][6] – koncert w trzech częściach na gitarę i orkiestrę;
- Orkiestracja utworów Franza Schuberta („Freiwilliges Versinken” D 700),1820; „Prometheus D 674”, 1819; „Aeschylus” (fragm.), 1816[3]; premiera 26.03.2023 w Wiedniu[10].

### Chóralne wersje muzyki popularnej z Misiones
José Luis Larzabal jest współautorem aranżacji dzieł autorów muzyki misyjnej: Lucasa Areco, Ramóna Ayali, Vicente Cidade, Demetria Ortiza, Atahualpa Yupanqui i Astora Piazzolli. Aranżacje:
- „Panambí Hovy” (Ramón Ayala);
- „Mi pequeño amor” (Ramón Ayala);
- „Comandante guasurarí” (Ramón Ayala);
- „El último mensú” (Miguel Viarengo);
- „El cosechero” (Ramón Ayala);
- „Catedral de Sombras” (Ramón Ayala);
- „Golondrinas del Iguazú” (Ramón Ayala);
- „Canto al Río Uruguay” (Ramón Ayala);
- „Siesta en el Monte” (Ricardo Ojeda);
- „La flor y la piedra” (Ramón Ayala);
- „Lapacho” (Ramón Ayala);
- „El cachapecero” (Ramón Ayala).

## Działalność chóralna i wokalna
Założyciel „Cantoría de las Misiones” (1986–2003). Baryton w „Canto Abierto”.

## Nagrody i wyróżnienia
Za osiągnięcia wokalne:
- Pierwsza nagroda na „Juventudes musicales de la Universidad” Nacional de Buenos Aires, 1967;
- Pierwsza nagroda na „Vocal Chamber Association of Buenos Aires”, 1969;
- Doroczna nagroda Gminy Miasta Buenos Aires, 1972.

Osiągnięcia jako dyrygent chóralny:
- Uznanie na III Międzynarodowym Festiwalu Chóralnym, Porto Alegre, Brazylia, 1986;
- Wyróżnienie na IV Międzynarodowym Festiwalu Chóralnym, Porto Alegre, Brazylia, 1987.

Osiągnięcia jako kompozytor:
- Pierwsza nagroda Sekretarza Kultury, Banco Provincia de Misiones, 1990[7].